# Рафал Косик
Рафал Косик (пол. Rafał Kosik, 8 жовтня 1971, Варшава) — польський письменник-фантаст, видавець фантастики (співзасновник видавництва «Powergraph»), публіцист та художник.

## Біографія
Рафал Косик народився у Варшаві. Після здобуття середньої освіти він навчався на архітектурному факультеті Варшавської політехніки, проте після третього курсу покинув навчання, та заснував разом із дружиною рекламне агентство «Powergraph», яке за кілька років реформоване у видавництво, яке спеціалізується на виданні фантастичної літератури (зокрема самого Косика та Роберта Веґнера). Як письменник Рафал Косик дебютував у 2001 році оповіданням «Покої» (пол. Pokoje), опублікованому в журналі «Nowa Fantastyka». Першим романом автора став «Марс» (пол. Mars), опублікований у 2003 році у видавництві «Ares». Наступний роман письменника «Вертикаль» (пол. Vertical) опублікований у 2006 році. У ньому описується світ, у якому люди живуть у стальних кулеподібних містах, які рухаються уперед на спеціальних тросах. Цей роман номінувався на премію імені Януша Зайделя, а також отримав у 2006 році премію «Наутилус». У 2008 році вийшов друком наступний роман Косика «Хамелеон» (пол. Kameleon), у якому описується рятувальна експедиція на планету, на якій близько 400 років тому проводилось тераформування, проте сама дослідницька експедиція десь зникла, натомість на планеті виникла гуманоїдна цивілізація. За цей роман письменник отримав відразу три премії у 2008—2009 роках — премію імені Януша Зайделя, премію імені Єжи Жулавського та «Сфінкс». У 2017 році Рафал Косик опублікував роман «Розарій» (пол. Różaniec), який отримав премію імені Зайделя за 2017 рік. За цей роман письменник також отримав премію імені Жулавського за 2018 рік.
Рафал Косик також відомий за своєю серією науково-фантастичних повістей та оповідань для дітей та молоді «Фелікс, Нет і Ніка» (пол. Felix, Net i Nika), до якої входить 12 повістей та збірка оповідань. Косик також є автором сценарію до фільму на основі першої повісті циклу «Фелікс, Нет і Ніка та банда людей-невидимок», який отримав премію на польсько-італійському конкурсі фільмів для молоді, проте фільм на основі цієї повісті так і не був знятий. Натомість пізніше екранізовано іншу повість із цього циклу «Фелікс, Нет і Ніка та теоретично можлива катастрофа» (пол. Felix, Net i Nika oraz Teoretycznie Możliwa Katastrofa). Прем'єра фільму відбулась 28 вересня 2012 року. Косик також відомий як художник-сатирик, працює письменник у видавництві та рекламному агентстві «Powergraph» як креативний директор і графік.

## Премії та нагороди
У 2005 році Рафал Косик отримав премію польської секції Міжнародної ради з дитячої та юнацької книги за повість із циклу «Фелікс, Нет і Ніка» — «Фелікс, Нет і Ніка та банда людей-невидимок». У 2006 році письменник отримав премію «Наутилус» за роман «Вертикаль». У 2008—2009 роках Косик отримав відразу три премії за роман «Хамелеон» — премію імені Януша Зайделя, премію імені Єжи Жулавського та «Сфінкс». У 2017—2018 роках письменник отримав премію імені Зайделя та премію імені Жулавського за роман «Розарій». У 2010 році Косик разом із дружиною отримали премію «Шльонкфа» як Видавець року, оскільки вони є співзасновниками видавництва «Powergraph».

### Романи
- Марс (пол. Mars, 2003)
- Вертикаль (пол. Vertical, 2006)
- Хамелеон (пол. Kameleon, 2008)
- Розарій (пол. Różaniec, 2017)

### Цикл творів «Фелікс, Нет і Ніка»
- Фелікс, Нет і Ніка та банда "Невидимих"  (пол. Felix, Net i Nika oraz Gang Niewidzialnych Ludzi, 2004)
- Фелікс, Нет і Ніка та теоретично можлива катастрофа (пол. Felix, Net i Nika oraz Teoretycznie Możliwa Katastrofa, 2005)
- Фелікс, Нет і Ніка та Палац Снів (пол. Felix, Net i Nika oraz Pałac Snów, 2006)
- Фелікс, Нет і Ніка та пастка безсмертя (пол. Felix, Net i Nika oraz Pułapka Nieśmiertelności, 2007)
- Фелікс, Нет і Ніка та орбітальна змова (пол. Felix, Net i Nika oraz Orbitalny Spisek, 2008)
- Фелікс, Нет і Ніка та орбітальна змова 2. Мала армія (пол. Felix, Net i Nika oraz Orbitalny Spisek 2. Mała Armia, 2009)
- Фелікс, Нет і Ніка та третя кузенка (пол. Felix, Net i Nika oraz Trzecia Kuzynka, 2009)
- Фелікс, Нет і Ніка та повстання машин (пол. Felix, Net i Nika oraz Bunt Maszyn, 2011)
- Фелікс, Нет і Ніка та Світ Зеро (пол. Felix, Net i Nika oraz Świat Zero, 2011)
- Фелікс, Нет і Ніка та Світ Зеро 2. Альтернавти (пол. Felix, Net i Nika oraz Świat Zero 2. Alternauci, 2012)
- Фелікс, Нет і Ніка та секрет червоної шматки (пол. Felix, Net i Nika oraz Sekret Czerwonej Hańczy, 2013)
- Фелікс, Нет і Ніка та прокляття роду Маккілланів (пол. Felix, Net i Nika oraz Klątwa Domu McKillianów, 2014)
- Фелікс, Нет і Ніка та незапрограмовані історії (пол. Felix, Net i Nika oraz Nadprogramowe Historie, 2013) — збірка оповідань

### Збірки оповідань
- Відстрочений громадянин (пол. Obywatel, który się zawiesił, 2011)
- Нові люди (пол. Nowi ludzie, 2013)